# Kleinbockedra

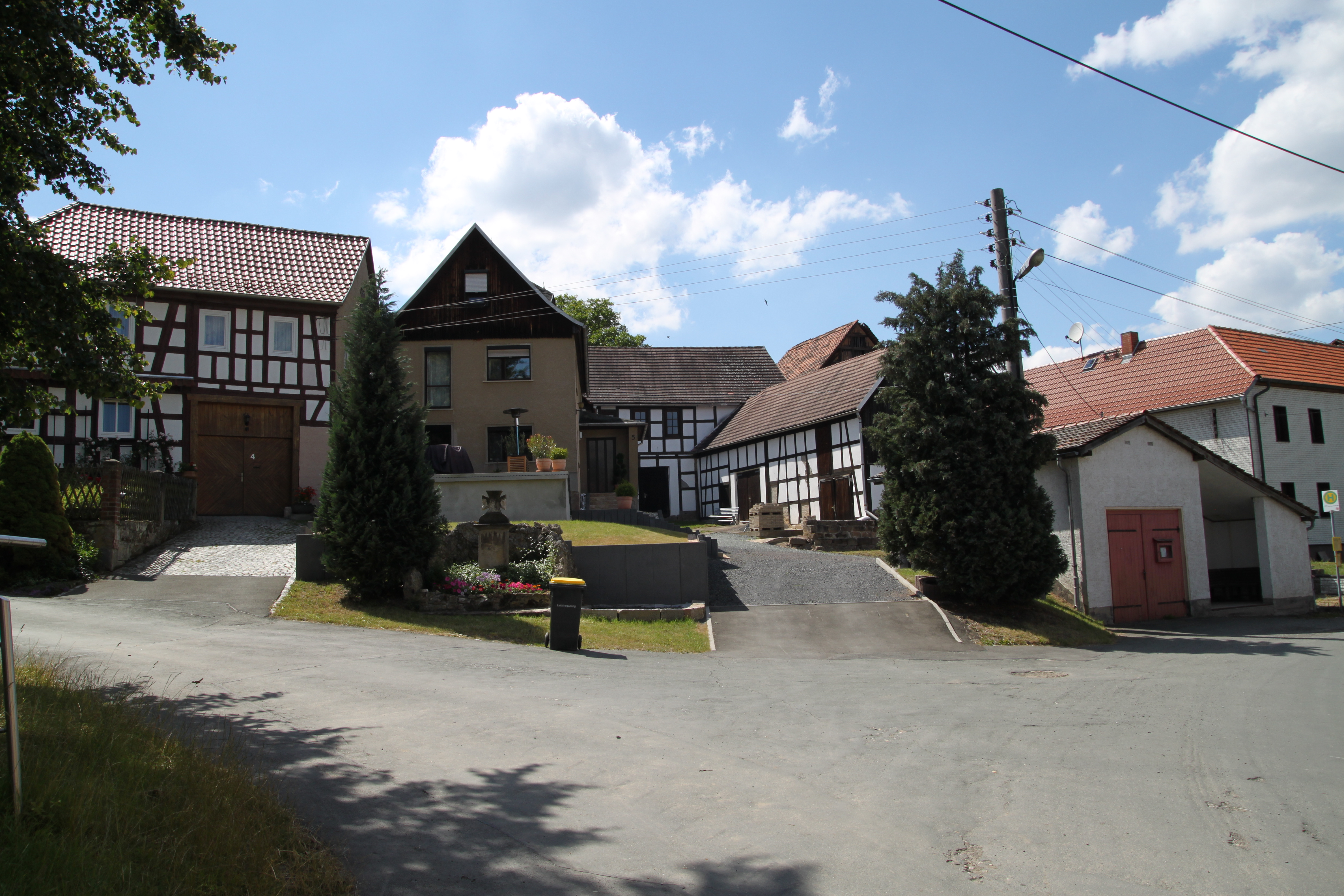
Häuser am Dorfplatz mit dem Kriegerdenkmal in Kleinbockedra

Kleinbockedra ist eine Gemeinde des Saale-Holzland-Kreises und Teil der Verwaltungsgemeinschaft Hügelland/Täler. Sie ist mit 36 Einwohnern die kleinste Gemeinde Thüringens und auf dem Gebiet der ehemaligen DDR.

## Lage

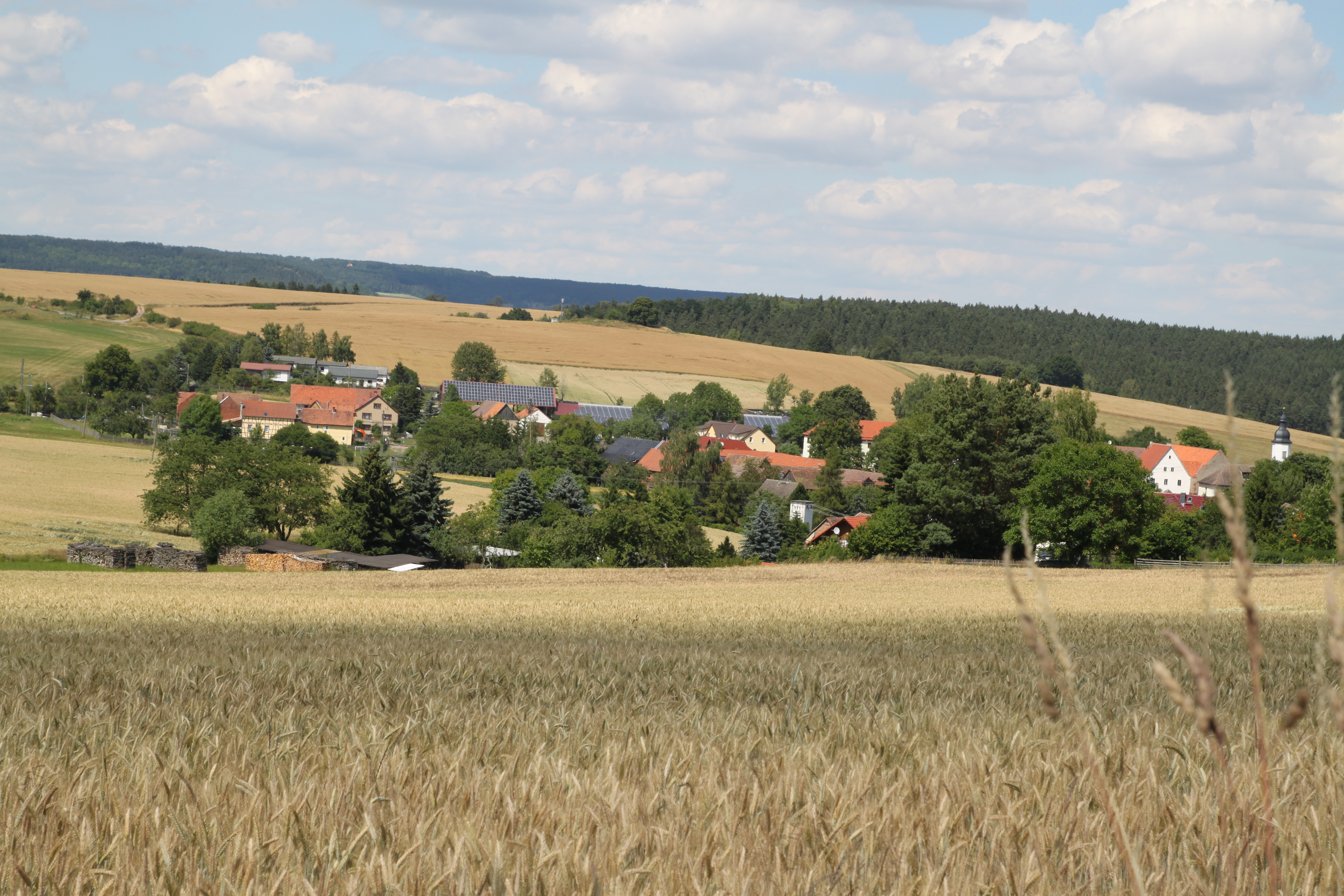
Dorfpanorama von Kleinbockedra

Der Ort liegt oberhalb der Saale in einem Waldstück rund 10 km südöstlich des Jenaer Stadtzentrums. Kleinbockedra ist nur über eine kleine, von Osten aus dem unmittelbar benachbarten Großbockedra hereinführende Straße zu erreichen; Großbockedra dient dem Ort als Pfarrei. Kleinbockedra liegt auf einer Anhöhe, von der aus das Umland mit Jena, Kahla und Hermsdorf gut einsehbar ist.

## Geschichte
Kleinbockedra wurde erstmals 1395 als Wynczigen Bugkedrow erwähnt; zu dieser Zeit war der Ort Sitz der Ritter von Bockedra, die um 1400 als Raubritter tätig waren. Der Name Bockedra ist sorbischen Ursprungs und bedeutet „Buchenschäler“, eine Besiedelung des Angerdorfes durch Sorben bereits im Frühmittelalter kann daher angenommen werden. Zunächst zur Mark Zeitz gehörig, kam der Ort später an das Kurfürstentum Sachsen und war nach der Landesteilung im 15. Jh. Besitz der ernestinischen Wettiner. Kirchlich war die Pfarrei Großbockedra, zu der Kleinbockedra zählt, dem Bistum Naumburg unterstellt. 1539 hielt hier die Reformation Einzug. Im Rahmen der ernestinischen Teilungen kam der Ort an das Herzogtum Sachsen-Altenburg, innerhalb dessen es vom Westkreis verwaltet wurde. Seit 1920 gehört Kleinbockedra zum Land Thüringen. Kleinbockedra bewahrte sich trotz der Nähe zu Jena stets den Charakter einer beschaulichen Landgemeinde. 1910 betrug die Einwohnerzahl 78.

## Politik
Kleinbockedra verfügt über einen sechsköpfigen Gemeinderat. An der Bürgermeisterwahl im Jahr 2004 beteiligten sich 29 der 39 Wahlberechtigten; gewählt wurde die parteilose Monika Mehlhorn mit 65 % der gültigen Stimmen. Am 5. Juni 2016 wurde Lars Koszarek zum Bürgermeister gewählt. An der Wahl beteiligten sich 20 der 33 Wahlberechtigten. Auf Koszarek entfielen 90 %.

## Sehenswürdigkeiten
Kleinbockedra verfügt über keine eigene Kirche, Kirchgänger besuchen die Kirche des 1 km östlich gelegenen Großbockedra. Kleinbockedra besitzt am angerartigen Dorfplatz ein Gemeindehaus. Sehenswert sind auch einige Fachwerkbauten.